# Adrienne Choquette
Pour les articles homonymes, voir Choquette.
Adrienne Choquette, née à Shawinigan le 2 juillet 1915 et morte à Québec le 13 octobre 1973, est une romancière et nouvelliste québécoise.

## Biographie
Fille du docteur Henri Choquette, elle grandit dans la Mauricie. Après ses études au couvent des Ursulines de Trois-Rivières de 1924 à 1931, elle devient une employée de la jeune fonction publique québécoise. En parallèle, elle collabore à des journaux et revues. Elle publie des articles dans Le Bien public, Le Nouvelliste, Le Samedi, La Revue populaire, Le Jour, Amérique française, Le Devoir et Les Cahiers de l’Académie canadienne-française. 
En 1937 et jusqu’en 1948, elle est animatrice et réalisatrice à la radio CHLN de Trois-Rivières. De 1948 à 1970, elle est corédactrice, puis rédactrice, de la revue Terre et Foyer qui est publiée par le ministère de l’Agriculture du Québec.
Après la publication du roman La Coupe vide (1948), elle fait paraître le recueil de nouvelles La nuit ne dort pas (1954), lauréat du Prix Athanase-David. Ses dons pour le genre de la nouvelle se confirme dans Laure Clouet (1961), recueil devenu un classique de la littérature québécoise. 
Le roman La Coupe vide reçoit la cote « Mauvais » par la revue Lectures en raison de son caractère moralement offensant. 
En 1980, en hommage à cette auteur qui a joué un rôle dans l’avènement et le développement du genre littéraire de la nouvelle au Québec, la Société des écrivains canadiens de langue française crée le Prix littéraire Adrienne-Choquette pour reconnaître et récompenser chaque année la qualité d’un recueil de nouvelles publié.

## Œuvres

### Romans
- La Coupe vide (1948)
- Le Temps des villages (1975)

### Recueils de nouvelles
- La nuit ne dort pas (1954)
- Laure Clouet (1961)

### Littérature d'enfance et de jeunesse
- Je m'appelle Pax, préf. de Robert Choquette (1974)

### Autres publications
- Confidences d’écrivains canadiens-français (1939), propos d'écrivains recueillis par Adrienne Choquette
- Gerbes liées (1933-1968), anthologie (1990), publication posthume

## Prix
- 1954 : prix Athanase-David pour le recueil de nouvelles La nuit ne dort pas.
- 1961 : prix du Grand Jury des lettres pour son recueil de nouvelles Laure Clouet.

## Hommages
- Une plaque "Ici vécut de la ville de Québec est présente au 1109, avenue des Laurentides, en son honneur, pour indiquer son ancien lieu de résidence.